# Армерия (муниципалитет)
Армери́я (исп. Armería) — муниципалитет в Мексике, в штате Колима, с административным центром в городе Сьюдад-де-Армерия. Численность населения, по данным переписи 2020 года, составила 27 626 человек.

## Общие сведения
Название Armería (с исп. — «оружейная палата») дано по названию протекающей здесь реки, которую назвали так испанцы, служившие в местном гарнизоне во времена колонизации.
Площадь муниципалитета равна 408,8 км², что составляет 7,3 % от общей площади штата, а наиболее высоко расположенное поселение Ла-Фундисьон находится на высоте 477 метров.
Он граничит с другими муниципалитетами штата Колима: на севере с Кокиматланом, на востоке с Текоманом, на западе с Мансанильо, а на юге омывается водами Тихого океана.

## Учреждение и состав
Муниципалитет был образован 3 июня 1967 года, по данным 2020 года в его состав входит 82 населённых пункта, самые крупные из которых:
| Код INEGI                  | Населённый пункт                                                                                       | Численность населения (2005 год) | Численность населения (2010 год) | Численность населения (2020 год) |
| -------------------------- | --- | -------------------------------- | -------------------------------- | -------------------------------- |
| 001                        | Всего                                                                                                  | 24939                            | 28695                            | 27626                            |
| 0001                       | Сьюдад-де-Армерия (исп. Ciudad-de-Armería) 18°56′13″ с. ш. 103°57′54″ з. д. (административный центр)   | 14091                            | 15923                            | 15368                            |
| 0007                       | Кофрадия-де-Хуарес (исп. Cofradía de Juárez) 18°57′48″ с. ш. 103°57′22″ з. д.                          | 5376                             | 6202                             | 3776                             |
| 0035                       | Ринкон-де-Лопес (исп. Rincón de López) 19°03′14″ с. ш. 103°55′57″ з. д.                                | 2134                             | 2756                             | 2615                             |
| 0045                       | Аугусто-Гомес-Вильянуэва (исп. Augusto Gómez Villanueva (Coalatilla)) 19°01′10″ с. ш. 104°00′29″ з. д. | 935                              | 1048                             | 1347                             |
| 0341                       | Флор-де-Коко (исп. Colonia Flor de Coco) 18°56′52″ с. ш. 103°56′48″ з. д.                              | 13                               | 52                               | 1080                             |
| 0009                       | Куютлан (исп. Cuyutlán) 18°55′08″ с. ш. 104°04′11″ з. д.                                               | 926                              | 1002                             | 1006                             |
| 0033                       | Перикильо (исп. Periquillo) 18°57′23″ с. ш. 103°56′56″ з. д.                                           | —                                | —                                | 780                              |
| 0042                       | Лос-Реес (исп. Los Reyes (Zorrillos)) 18°58′55″ с. ш. 104°03′47″ з. д.                                 | 490                              | 554                              | 636                              |
| —                          | Прочие                                                                                                 | 974                              | 1158                             | 1018                             |
| Названия на карте Генштаба | |                                  |                                  |                                  |

## Экономическая деятельность
По статистическим данным 2000 года, работоспособное население занято по секторам экономики в следующих пропорциях:
- сельское хозяйство, животноводство и рыбная ловля — 34,6 %;
- промышленность и строительство — 18,4 %;
- торговля, сферы услуг и туризма — 45,6 %;
- безработные — 1,4 %.

## Инфраструктура
По статистическим данным 2020 года, инфраструктура развита следующим образом:
- электрификация: 99 %;
- водоснабжение: 69,4 %;
- водоотведение: 98,6 %.

## Фотографии

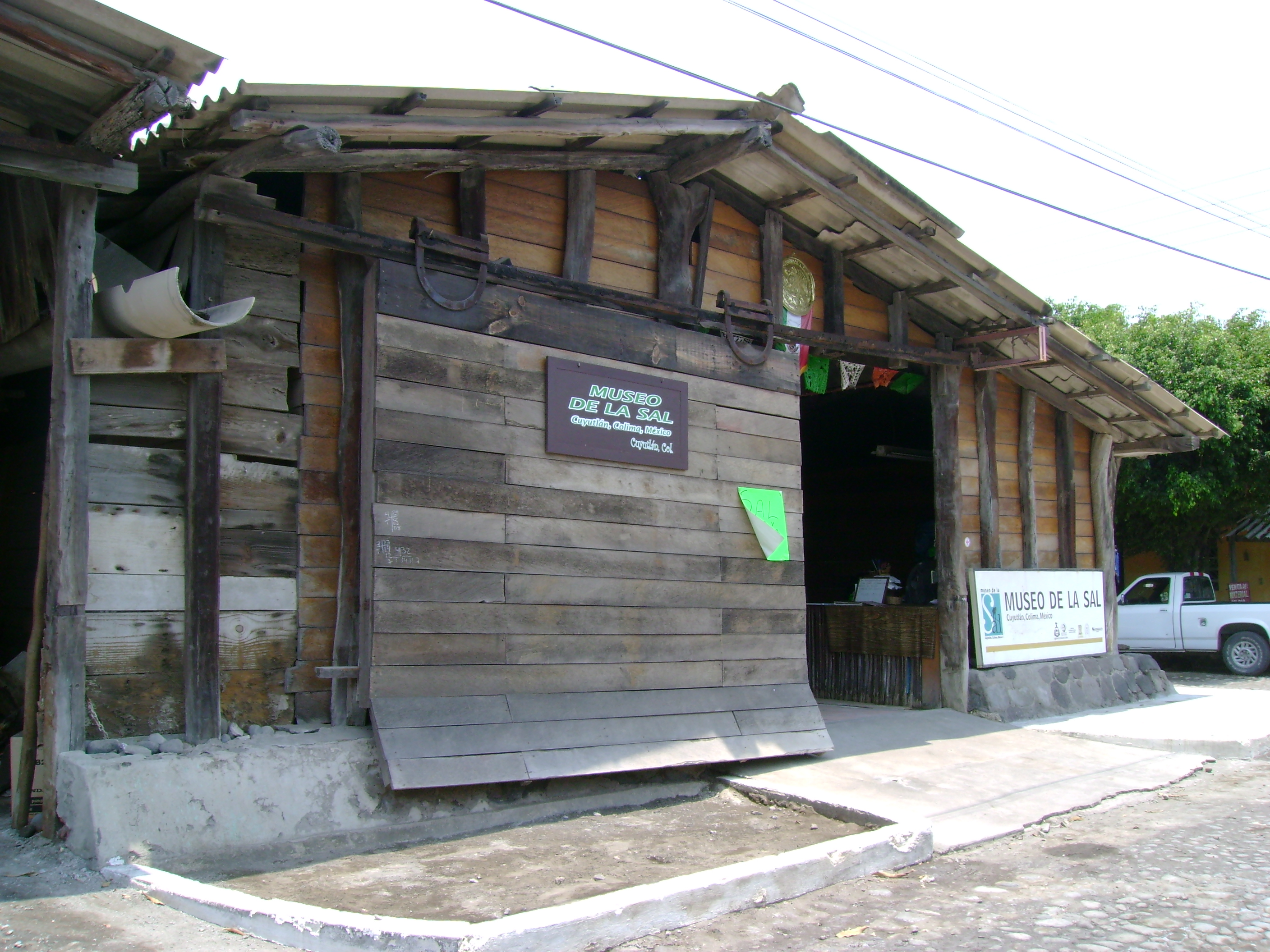
Музей соли в Куютлане
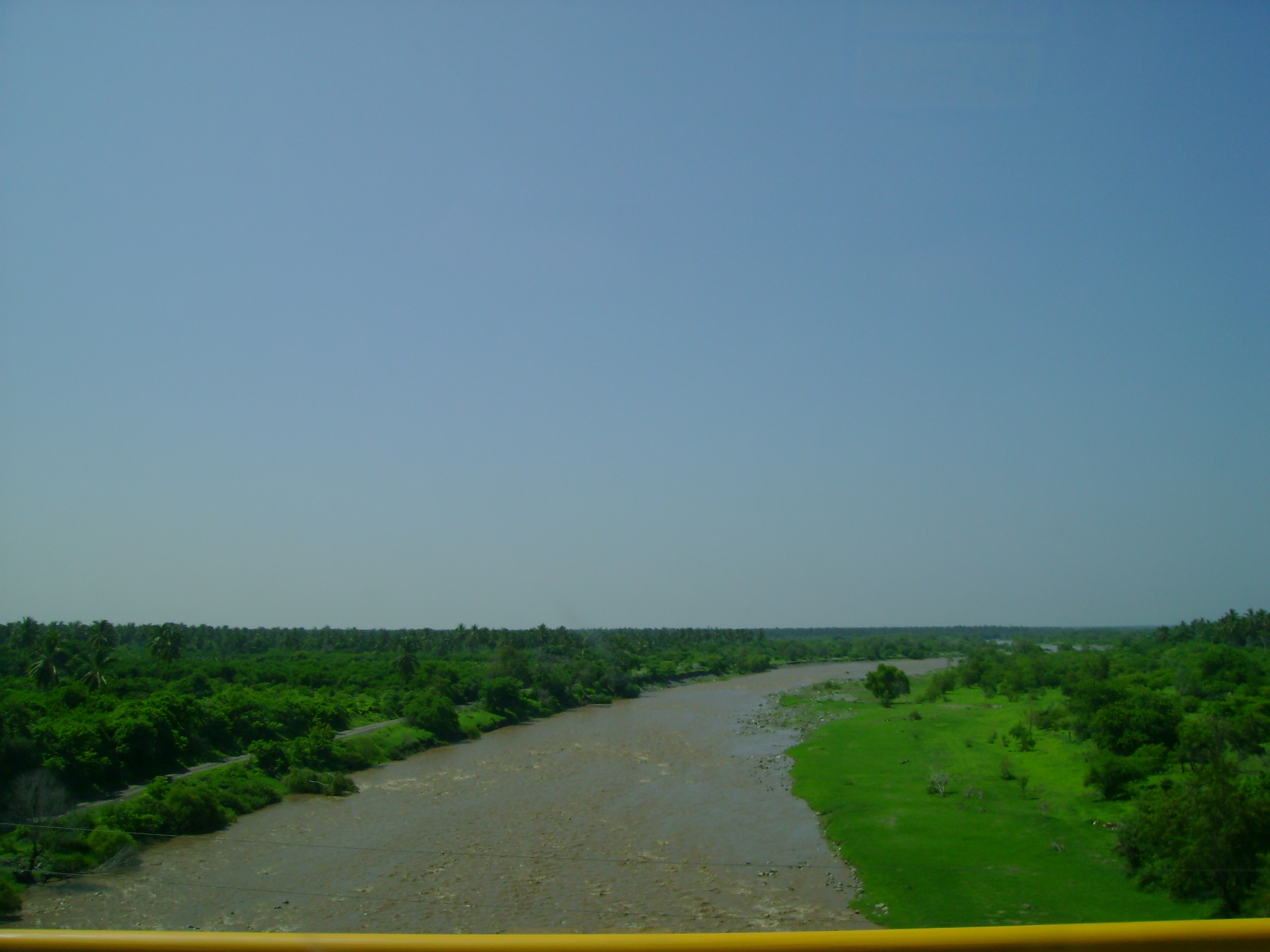
Река Армерия
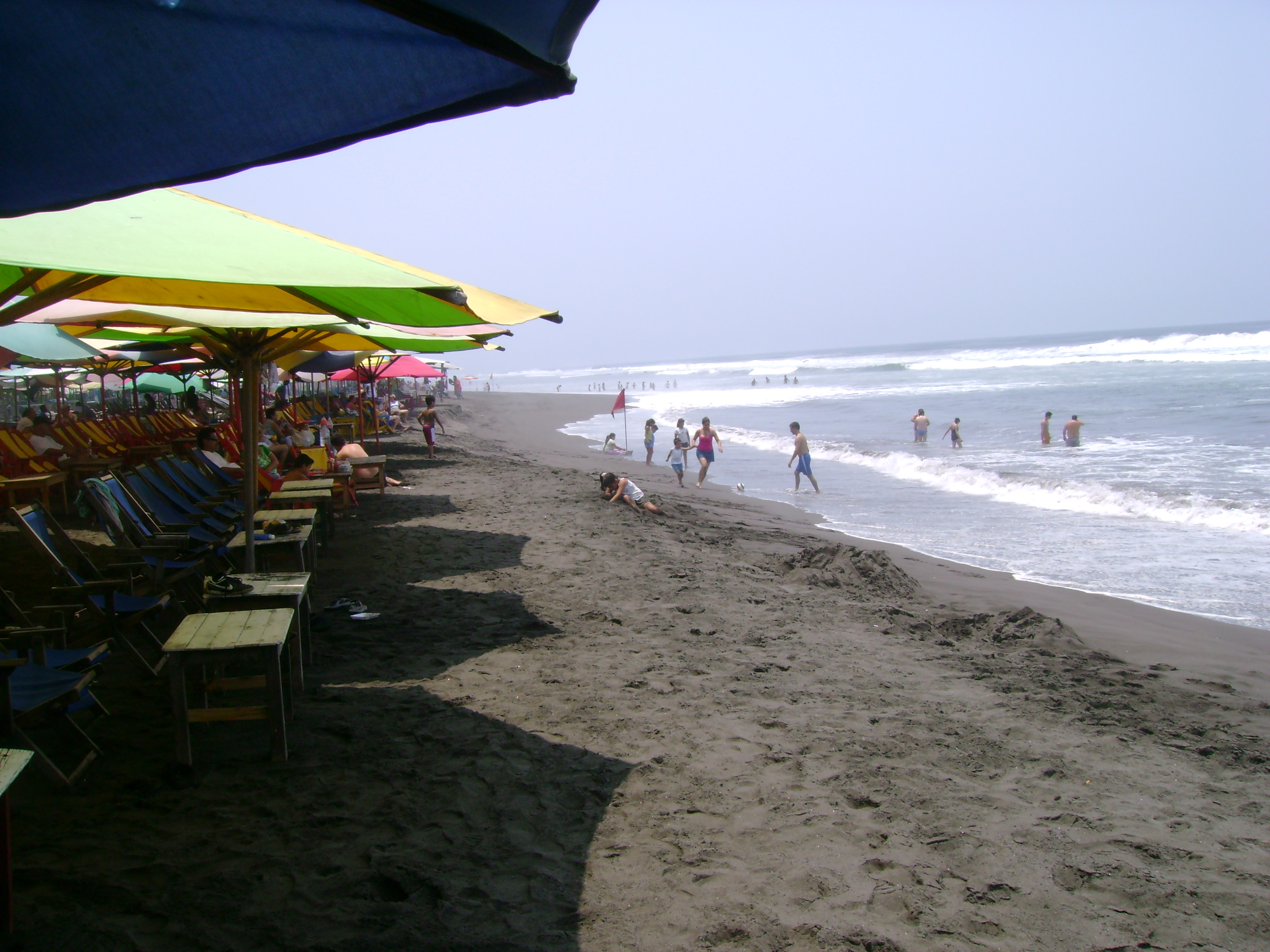
Пляж в Куютлане